# 성희승

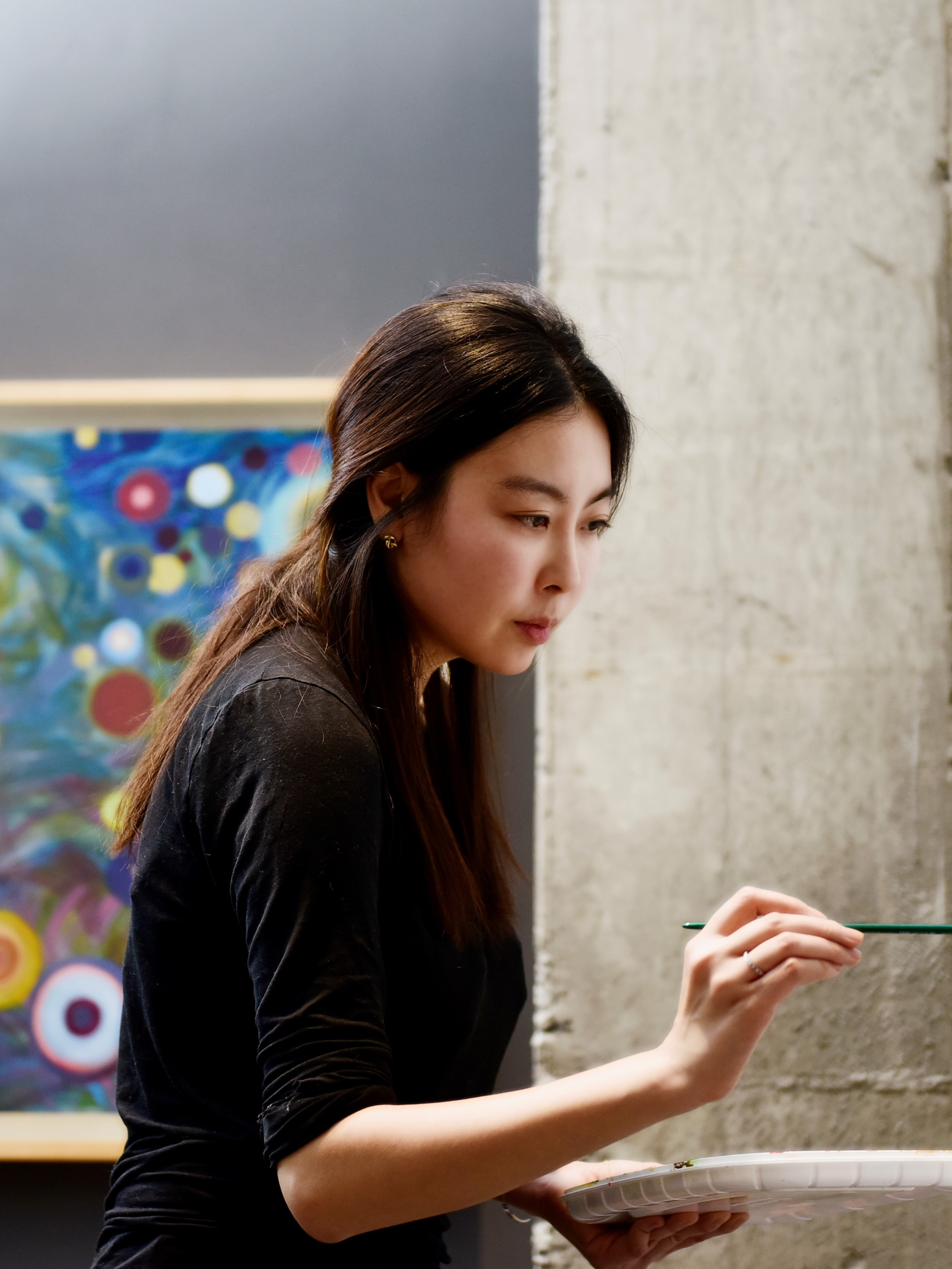
별 작가, 3星작가 성희승

'별 작가' 성(星)희승 (Starya Sung, Ph.D., 1977년 12월 30일 ~)은 대한민국의 예술가이자, 예술과 공공·정책·사회를 연결해온 융합형 리더이다. 문화 및 교육분야의 정책 전문가이며, 미술작가 귄익보호와 공정한 예술 생태계 구축을 목표로 하는 시민 단체 K미술연대 대표이자, 영은미술관 레지던시 작가로 활동하고 있다. '별'을 주요 모티브로 삼고, 삼각형의 반복을 통해 프랙탈 구조를 드러내는 우주예술·과학예술을 추상미술로 표현한다. 점에서 점으로, 선에서 선으로 연결되는 그의 작품 세계는 세계 안의 존재로서 ‘나’, ‘너’, 그리고 ‘우리’가 연결되어 있음을 시각적으로 탐구한다.

### 학창 시절과 아카데미
1977년 12월 30일 부산광역시 금정구 남산동의 침례병원에서 태어났다. 서울특별시 용산구에서 성장했다(원적 충청북도 영동군). 어린 시절 조선일보 어린이미술 대상과 중앙일보 특선을 수상하였다. 경기도 분당의 계원예술고등학교 미술과 서양화 전공을 졸업했으며, 이 시기 목탄 소묘 작품이 미술 교과서에 수록되었다. 이후 홍익대학교 회화과에 실기 수석으로 입학해 장학생으로 학사 학위를 받았으며, 동대학원에서 석사 학위를, 국민대학교에서 미술학 박사 학위를 취득하였다. 미국 뉴욕 대학교 문화·교육·인간개발 (NYU Steinhardt School of Culture, Education, and Human Development) 석사를 마쳤고, 영국 골드스미스 런던대학교에서 창의적 문화적 기업가정신/ 문화정책 박사과정을 수료하였다.
2005년 미국 버몬트스튜디오센터(Vermont Studio Center)의 한국 대표작가로 선정되면서 프리만펠로우쉽 장학금을 받았다. 또한, 중국 베이징필름아카데미(BFA)(Beijing Film Academy)와 북경798예술구 포스갤러리(Force Gallery) 입주작가를 하였다. 주중/주미/주프랑스 한국문화원, 뉴욕 일본문화원 텐리갤러리 등지에서 그룹전 및 퍼포먼스를 개최하였으며, 스페인 마드리드 국립 소피아 왕비 예술센터 (Museo Nacional Centro de Arte Reina Sofía) 기획 전시에도 참여하였다.
2006년 뉴욕 파슨즈 미술대학(뉴스쿨) '아시아의 현대미술'을 주제로 강의했으며, 서울디지털대학교 디지털회화전공 전임교수, 광주교육대학교 영재미술교육원 강사로도 활동하며, '영재미술' 교제 집필했다. 2009년에는 영국 골드스미스 런던대학교 아트학부 연구원 및 문화정책 박사과정생으로서, 한국문화예술교육진흥원(아르떼), 한국문화예술위원회(아르코)등과의 협업을 통해 한국과 영국의 문화예술교육 정책 비교 연구를 수행하였다.

## 양력

### 예술 활동
성희승은 2002년 가나아트 토탈미술관에서 첫 개인전을 시작으로 2003년 베니스 비엔날레의 루마니아 파빌리온에서 ‘초대받은/ 초대받지 않은 (invited/ uninvited)’퍼포먼스를 통해 글로벌 미술 무대에 데뷔하였다. 이후 뉴욕대학교에서 Gerald Pryor의 티칭 어시스턴트(TA: teaching assistant)로 활동했고, 2004년 뉴욕 AAWA(American Asian Women Artist)갤러리에서 전시와 퍼포먼스를 통해 푸드 아트를 선보였다. 2005년에는 뉴욕 캔터필름센터 cantor film center, 2006년에는 ICP(International Center for Photography)에서 전시를 가졌으며, 스페인 마드리드의 레이나 소피아 국립미술관에서도 작품을 선보였다. 2010년 런던에서는 쌀롱컨템포러리 및 런던아트페어에서 '올랭피아' 시리즈르르 발표하였고, 도이치뱅크 런던지점에 작품이 소장되었다.
뉴욕과 런던을 중심으로 작가 활동했으며, 국내에서도 활발한 작품 활동을 이어가며 총 28회의 개인전과 120여 회의 전시에 참여하였다. 그녀는 회화 매체를 중심으로 ‘하이퍼-추상(Hyper-Chusang)’이라는 개념을 창시하였다. 2018년에는 서울 스타갤러리에서 '모닝스타' 새벽별(샛별) 시리즈로 제2회 스타미술상을 수상하며 귀국 후 첫 개인전을 개최하였다. 당시 전시 작품은 전량 판매되었으며, 이 무렵부터 인사동 화랑계에서는 '별 작가'로 불리기 시작했다.
2019년 서울 청담동 갤러리위 초대전 'into Light (빛으로)' 에서는 빛에 대한 회화적 연구를 선보였으며 동명의 전시 에세이집 『성희승, 별을 그리다』를 출간하고 최인아책방에서 북콘서트를 진행했다. 같은 해 갤러리도스 초대전 보이는 것, 보이지 않는 것에서는 길이 6미터의 대형 회화를 통해 별무리(Starya)를 표현하였다. 2020년 시카미술관 개인전 '동쪽에서 온 빛(Light from the East)'을 통해 하이퍼-추상의 입체적 패러다임을 제시하였고, 삼각형 반복과 붓질을 통한 빛의 구성과 정신성을 회화적으로 드러냈다. 2021년에는 학고재 아트센터 개인전 *우주_( )*를 시작으로, 와우갤러리 및 경기아트센터(우주_( )ii–iii), 세종문화회관 세종미술관(우주_( )iv)에서 ‘우주 시리즈’ 전시를 이어갔다.
2023년 자하미술관 개인전 퍼포먼스에서 스타더스트까지: 성희승의 아트라이프에서는 영미권에서 활동한 17년간의 기록을 조망하였다. 같은 해 한국등잔박물관에서는 『별작가, 희스토리』 출간 기념 북토크 및 초대전을 개최하였다.
2024년에는 광주비엔날레 30주년 기념 특별전에 참여하였으며, 광주시립미술관에 작품을 출품하였다. 2025년부터는 영은미술관 입주작가로 활동 중이다.
입주작가
2025~  영은미술관 영은창작스튜디오 

2016~18  아이옥션 | 서울창의마을 풍납캠프 

2012~13  포스레지던시, 포스갤러리, 북경798 

2009~10  서울문화재단 신당창작아케이드 

2007~08  덤보(D.U.M.B.O.) 스튜디오, 브룩클린 

2005~06  버몬트 스튜디오 센터(Vermont Studio Center) 미국 

2005  베이징 필름 아카데미(Beijing Film Academy) 북경 

교육경력
2023  건국대학교 휴먼이미지학과 겸임교수 

2021~23 미국 뉴욕대학교 연구교수 

2016~17  광주교육대학교 영재교육원 외래교수 

2009~11  서울디지털대학교 회화전공 교수

2008~09  홍익대학교 회화과 외래교수 

2006~07  미국 뉴욕 파슨즈 뉴스쿨 디자인 대학교(Parsons School of Design) 외래교수 

2004~05  미국 뉴욕대학교 연구조교 (TA: 티칭 어시스턴트)
수상
2024 미국 NY Weekly Magazine 2025년에 주목해야할 여성 기업가 30인에 한국인으로는 유일하게 선정 

2022 영국 사치아트 올해의 작가상 
 국민대학교 우수인재상 

2018 스타갤러리 제2회 스타미술상 
 신촌 세브란스병원 선정작가 

2018 한국을 빛낸 예술가 대상, 서울매일 

2010 영국 AAF(Affordable Art Fair) Recent Graduate 선정 

2005 미국 8 Emerging Artist, FGS갤러리 
  2004 미국 Vermont 2004-2005 Alternative Freeman Fellow
작품소장
영국 도이치 뱅크 (Deutsche Bank 런던 지사)
스페인 레이나 소피아 국립 미술관 (마드리드)
자하미술관 (서울)
연세대학교, 신촌 및 다수 병원 (한국), 포스갤러리 (북경)
외 뉴욕, 런던, 서울 개인 소장 다수
-----------------------------------------
주요 개인전
2025 제28회 별을 새기다, 영은미술관, 광주 

2024 제27회 개인전 별작가, 희스토리 한국등잔박물관, 용인 

2023 퍼포먼스에서 스타더스트까지: 성희승의 아트라이프 자하미술관, 서울 

2021 우주_(   )lV 세종문화회관 미술관, 우주_(   )lll 경기아트센터, 우주_(   ) 학고재 아트센터 

2020 동쪽에서 온 빛 시카미술관 

2019 보이는 것/ 보이지 않는 것 갤러리 도스 

2014  향유를 붓다 큐비갤러리, 런던 

2011  올랭피아 큐비갤러리, 런던 

2010  욕망의 스펙트럼 서울문화재단 신당창작아케이드, 서울 

2006  스튜디오 628 덤보창작레지던시, 뉴욕 
 2005  초대받은/초대받지 않은 80워싱턴갤러리, 뉴욕 

2003  초대받은/초대받지 않은 루마니아파빌리온, 베니스비엔날레 

2002  제1회 개인전 토탈미술관
-----------------------------------------
주요 그룹전 (120회 이상)
2024 작가의 별, 4인전: 김덕용, 김선두, 성희승, 양대원, 갤러리 내일, 서울 

2024 시천여민, 광주비엔날레 특별기념전, 광주시립미술관 

2022 아트쇼핑(프랑스 루부르 미술관) / 아티스트 라이프(주프랑스 한국문화원) 파리 / 프리미엄 경매(서울옥션) 

2020 프리미엄 경매(케이옥션) 

2019 미술로 보는 세상(강남구청 본관)/ 4482(sasapari) 런던 한인전 Selo Art 

2016  홍콩 Hong Kong Asia Contemporary Hotel Art Fair 

2013  중국 포스 레지던시 프로그램(Force Residency Program) 포스갤러리, 북경 

2012  영국 어포더블 아트페어 (Affordable Art fair), 햄스테드히스 

2011  영국 Rhizosphere, Barge house & OXO TowerWharf 런던/ Open cueB, 런던 큐비갤러리(cueB Gallery) / 어포더블 아트페어(Affordabel Art Fair), 배터시파크, 런던 

2010  영국 살롱 썸머(살롱컨템포러리갤러리) / 골드스미스 MFA전(골드스미스 런던대학교) 

2009  일본 Less is More(+갤러리, 나고야) / 중국 The Rule of Art(주중한국문화원, 북경) 

2008  미국 View from Other Side 주미 한국문화원 

2007  미국 Korea Now 허친스갤러리, 롱아일랜드대학교, 뉴욕 

2006  스페인 But I was only acting 레이나 소피아 국립 미술관, 마드리드 / 미국 NYU/ICP 20 Years In, International Center for Photography 뉴욕/ Seoul Remains 선화랑 

2005 미국 Women in Love, Tenri Cultural Institute of NY/ 중국 6 Packs, 베이징 필름 아카데미(Beijing Film Academy) 북경/ 미국 Now and Future, Video Screening, 칸터 필름센터(Cantor Flim Center) 뉴욕 

2004  미국 제 7회 푸드 아트(Eat Art), 아시아 아메리칸 여성연맹(AAWAA)갤러리 Brooklyn, NY

## 비전

### 국제 예술 활동과 K미술 세계화 기여
성희승은 예술을 통해 인간의 내면을 탐구하고 사회적 담론을 확장하는 작업을 지속해 왔으며, 국제적 교류를 통해 한국 문화의 위상을 제고해 온 작가이다. 약 20년간 미국, 영국, 유럽, 아시아 등지에서 120여 회 이상의 국제 전시 및 협업 프로젝트에 참여하며, 한국 미술의 세계화에 기여하였다.
미국 뉴욕 대학교(NYU)에서는 2021년부터 2023년까지 순수미술 분야의 연구교수(research professor)로 활동하였고, 2009~2010년에는 영국 런던대학교 골드스미스(Goldsmiths, Univ. of London)에서 순수미술 연구원(art research associate)으로 활동하였다. 이 기간동안 그녀는 예술과 정책의 비교 연구와 문화 외교활동에 참여하였다.
또한, 문화체육관광부 공익법인 (사)한국문화예술국제교류협회 글로벌문화교류위원장(2019~2024)을 역임하며, 한국 문화예술의 해외 확산과 교류 기반 구축에 기여하였다.
예술 활동을 통한 국제적 네트워크와 문화적 이해를 바탕으로, 포용적 리더십과 전략적 비전을 통해 한국의 예술이 국제사회에서 지속적으로 확장될 수 있도록 노력하고 있다.

### [K미술연대]
K미술연대는 미술 작가들의 권익 보호와 공정한 예술 생태계 조성을 목표로 창립된 대한민국의 시민 단체이다. 순수미술 및 현대미술 분야를 전문적으로 대변하는 단체나 제도적 장치가 부족한 현실을 인식하고, 미술계 당사자들이 주축이 되어 결성되었다. 이 단체는 법률, 회계, 예술 분야의 전문가 및 시민 사회 단체들과의 연대를 통해 제도 개선을 모색하고 있다.
2024년 발생한 갤러리K 사태(약 2,000억 원 규모의 미술품 유통 사기 및 횡령 사건)로 인해 약 500여 명의 작가들이 피해를 입었으며, 해당 사건을 계기로 K미술연대는 피해 작가 구제 및 미술 유통 제도 개선을 위한 활동을 본격화하였다. 이 사건은 갤러리K 김정필 대표가 관련 범죄 후 해외로 도피한 사례로, 미술계 내 권익 보호 필요성에 대한 사회적 관심을 환기시켰다.
K미술연대는 대한민국 헌법 제22조 제2항의 '예술가의 권리는 법률로써 보호한다.'는 조항을 바탕으로, 실제 예술가 권익이 충분히 보호되고 있는지에 대한 논의를 촉진하고자 간담회, 전시, 토론회 등을 개최하고 있다. 또한 국회와 정부 그리고 지자체를 대상으로 실질적인 정책 제안과 법제도 개선 활동을 펼치며, 예술인 기본소득 제도 마련, 피해 작가 회복 지원 등의 과제를 추진 중이다.
회원 작가들의 지속적인 창작 활동을 지원하기 위해 후원 네트워크 확장, 전시 기회 제공, 권리 보호 교육 등 다양한 사업도 함께 진행하고 있으며, 미술계 당사자 운동의 대표적 사례로 평가된다. 갤러리K 사건은 K미술연대의 결성 계기로 작용하였으며, 이후 연대는 작가들이 자발적으로 권리를 지키기 위해 조직된 자구적 노력의 상징으로 자리잡고 있다.

#### K미술연대 지속가능발전목표
K미술연대는 지속가능발전목표(또는 지속가능개발목표)에 최대 가치를 두는 활동을 전개한다. 

1. 미술작가 권익보호 

2. 공정한 예술 생태계 

3. 예술가를 위한 법제도 개선 

4. 예술가 권리를 위한 연대와 협력 

5. 미래의 예술가들에 더 나은 환경 제공

#### K미술연대 활동 내역
[간담회]
일시 : 2024년 10월 16일
장소 : 예술인 권리 보장 센터
주최 : K미술연대 성희승 대표, 문화체육관광부 지원팀
[기자회견]
일시 : 2024년 10월 30일
장소 : 국회 소통관
주최 : K미술연대 성희승 대표, 문화체육관광위원회 더불어민주당 조계원 국회의원
```
 이 자리에 함께 해 주신 조계원 의원님과 언론인 여러분들, 그리고 갤러리K 피해 작가님들을 대표하여 나와주신 여기 계신 모든 작가님들께 감사드립니다.
 갤러리K는 아트테크라는 이름으로 미술품 투자의 대중화를 내걸고 많은 투자자와 미술 작가들을 현혹하더니 투자금 회수와 작가료 지급을 나몰라라 하고는 대표는 해외도주하고 주요 임직원들은 모두 퇴사한 상태로 미술품 투자자와 미술 작가들에게 큰 피해를 주고 있습니다.
 저희 갤러리K 피해 미술작가들은 갤러리K 측의 희망 고문을 도저히 견딜 수 없어 2024년 9월 21일 오후 2시, 서울 참여연대 느티나무홀에서 130여 명 이상의 갤러리K 피해 미술 작가들 모여 K미술연대 창립 총회를 개최하였습니다. 이후 많은 작가들이 속속 케이미술연대에 참여하였습니다. 최초 280여 명의 피해 작가로 알았지만 갤러리K가 자체적으로 만든 렌탈협회의 작가님들이 또 250여 명 존재한다는 사실을 뒤늦게 알게 되었고 모두 합하니 500여 명이 넘는 피해 작가들이 있다는 사실을 알았습니다. K미술연대의 출범은 수많은 미술 작가들이 겪는 불공정한 거래와 권리 침해를 바로잡고, 투명한 예술 시장을 만들며, 갤러리K 사태로 인해 실추된 작가의 명예를 회복 하기 위한 중요한 발걸음입니다.
 미술시장에 대한 관심이 커지고 미술시장이 성장하고 있지만 미술가의 권리 보호는 여전히 미흡합니다. 미술가들이 처한 열악한 환경을 이용하는 갤러리들이 존재하고 미술 시장이 커질수록 앞으로도 갤러리K와 같은 갤러리는 이름을 바꿔가며 계속 등장할 것입니다. 갤러리K 사태로 인한 피해 규모는 1천억원을 훌쩍 넘어 2천억원대의 피해 규모로 드러나고 있어 투자자 피해는 물론이고 젊은 신진 작가들과 무명 작가들에게 큰 타격을 주고 있으며, 중견 작가들과 작고한 작가님들의 명예를 실추시켰습니다.
 저희 작가들은 누구에게 이 문제를 호소해야 하는지 갈피를 잡지 못하고 있습니다. 헌법 제22조 제2항은 예술가의 권리는 법률로써 보호한다고 명시하고 있습니다. 헌법에는 분명히 예술가의 권리를 보호한다고 돼 있지만 저희 미술 작가들에게 이렇게 큰 피해가 발생했는데도 어느 누구 하나 나서는 사람이나 기관, 단체가 없습니다. 헌법에서 정한 예술가의 권리를 보호하는 법률은 아무 것도 없습니다. 예술가를 보호하는 법적, 제도적 장치는 매우 열악합니다.
 미술 작가에게 미술 작품의 판매 대가는 노동자의 임금과 같습니다. 미술 작가들은 미술 작품의 판매대가로 받는 작가료로 작품활동과 생계를 유지합니다. 그러면 왜 미지급 작가료에 대해서는 임금과 같은 강력한 보호 장치가 작동하지 않는 것인가요? 노동자에게는 근로복지공단도 있고 근로기준법, 임금채권보장법도 있어서 임금을 강력하게 보호하는데, 왜 미술 작가들의 작가료는 그런 보호를 받지 못하는 것일까요? 헌법은 분명히 예술가의 권리를 법률로써 보호한다고 정하고 있는데 말입니다. 저희는 깨달았습니다. 헌법에서 명시하고 있더라도 당사자인 저희 예술가들이 나서지 않는 한 어느 누구도 예술가의 권리를 보호해 주지 않는다는 것을 깨달았습니다.
 헌법 제22조에서 예술가와 동렬에서 규정하고 있는 과학기술자는 국가로부터 연구개발(R&D) 예산만 24조 8천억 원이 넘게 지출되는 반면에, 문학, 미술, 공연 등을 모두 포함한 순수예술계를 위한 정부 예산은 겨우 6천 851억원에 불과합니다. 과학기술 분야와 예술 분야의 지원을 비교하면 36배 이상의 큰 차이인 것입니다. 이는 예술가와 예술계에 대한 국가적 지원이 매우 미미함을 명확히 보여줍니다.
 문화는 그 시대의 정신입니다. 순수 예술의 발전 정도는 국력의 척도이며 국가의 문화적 수준을 나타내는 중요한 지표입니다. 예술이 꽃피지 않고 선진국이 되기는 어렵습니다. 저희 K미술연대는 미술작가들이 주체적으로 나서서 각계 각층의 양심적인 인사들과 연대하여, 미술 작가들의 권리가 보호되고 우리나라가 문화 예술 강국이 될 수 있도록 함께할 것입니다.
 예술은 사회의 거울입니다. 우리 예술가들이 상처 받는 사회에서는 더 나은 미래를 꿈꿀 수 없습니다. 예술은 서로 간의 차이를 극복하고 인류를 하나로 묶을 수 있는 힘입니다. 미술작가들의 열악한 환경을 악용한 사례들이 재발하지 않기를 희망합니다. 이번 갤러리케이 사태를 계기로 국회와 정부는 저희 시각예술가들에게 관심을 가지고 예술가들이 순수 창작에 몰두할 수 있도록 갤러리케이 사태의 피해 회복을 위한 적극적인 조치를 해 주시고 법적, 제도적 환경을 만들어 주시기를 간곡히 요청드립니다. 저희 K미술연대 작가단체는 앞으로도 계속해서 미술 작가들의 권익 보호와 공정한 예술시장 구축을 위해서 노력하며, 갤러리K로 피해를 입은 작가님들을 위한 법적 대응 및 연대를 확산해 나가겠습니다. 저희의 간절한 목소리를 들어주셔서 감사합니다.
```

[회신문]
-K미술연대 건의문에 대한 문화체육관광부 회신문 요약
- 회신 일시: 2024년 12월 6일

1. 예술인의 지위와 권리의 보장에 관한 법률에 따른 문광부 지원 (갤러리k불공정행위 및 소송지원 등) 검토 합의
2. 2025년 부터 융자사업 이용가능 : 갤러리k 피해작가 (k미술연대 회원작가) 예술인 생활안정자금 (연 2.5%) 지원
3. 미술품 투자관련 유의사항, 자격기본법, 미술진흥법, 미술 분야 표준계약서 관련 문광부는 미술계(k미술연대 등)와 협력하여 검토 합의

## 방송
- 성희승의 북토크, 한국등잔박물관 2023
- 아이돌 사생대회 미술멘토 SBS 예능 2022
- 성희승의 별별이야기, 경기아트센터 GGAC tv 2021, 그리고캠페인 SBS 공익광고[16] 별을 그리고 우주를 이야기하는 성희승, MBN이 만난 작가, MBN뉴스, [성희승작가의 모닝스타] 박혜연의 힐링타임, 이데일리 TV[17]
- 성희승작가 스타트넷 2020년 2월 선정작가, 리버런스 채널
- '위로와 회복' 성희승 초대전 MBN 뉴스 2018
- 도시재생 꿈의공장 인터뷰 MBC 9시뉴스, 도시재생 SBS 컬처노믹스
- Collaboration 콜라보 : LG생활건강 숨37도 X 성희승 Art Collaboration (2021)[18]

## 도서
- 별작가, 희스토리 (학민사) 에세이, 2023 ISBN 9788971932674

- 별; 오름에서 편지를 띄우며 (지베르니 출판) 시화집, 2021  ISBN 9791197549809

- 성희승, 별을 그리다 (L Company 출판) 수필집, 2019  ISBN 979-11-85408-27-9